# CAT(κ) 공간
기하학에서 CAT(κ) 공간(-空間, 영어: CAT(κ) space)은 단면 곡률이 어디서나 {\displaystyle \kappa } 이하인 거리 공간이다.

## 정의
임의의 실수 {\displaystyle \kappa \in \mathbb {R} }에 대하여, {\displaystyle \Sigma _{\kappa }}가 단면 곡률이 {\displaystyle \kappa }인 2차원 연결 단일 연결 공간 형식이라고 하자. 즉, {\displaystyle \kappa >0}일 경우 이는 구, {\displaystyle \kappa =0}일 경우는 유클리드 평면, {\displaystyle \kappa <0}일 경우는 쌍곡 평면이다. 이 공간 형식의 지름은 다음과 같다.
{\displaystyle \operatorname {diam} \Sigma _{\kappa }={\begin{cases}\pi /{\sqrt {\kappa }}&\kappa >0\\\infty &\kappa \leq 0\end{cases}}}
측지선 거리 공간(영어: geodesic metric space) {\displaystyle (X,d)}은 다음 조건을 만족시키는 길이 거리 공간이다.
- 임의의 두 점 {\displaystyle x,y\in X}에 대하여, 두 점을 잇는 측지선 {\displaystyle \gamma }가 존재한다.
{\displaystyle \gamma \colon [0,1]\to X}
{\displaystyle \gamma (0)=x}
{\displaystyle \gamma (1)=y}
{\displaystyle d(\gamma (s),\gamma (t))=|t-s|\qquad (s,t\in [0,1])}

두 점 {\displaystyle x,y\in X}를 잇는 측지선을 {\displaystyle \gamma _{xy}\colon [0,1]\to X}로 표기하자.
측지선 거리 공간 {\displaystyle (X,d)} 속의 세 점 {\displaystyle x,y,z\in X}에 대하여, 다음 조건들을 모두 만족시키는 {\displaystyle x',y',z'\in \Sigma _{\kappa }}가 존재한다면, 삼각형 {\displaystyle \triangle xyz}가 {\displaystyle \operatorname {CAT} (\kappa )} 부등식을 만족시킨다고 한다.
- {\displaystyle d(x,y)=d(x',y')}, {\displaystyle d(y,z)=d(y',z')}, {\displaystyle d(z,x)=d(z',x')}
- {\displaystyle \triangle xyz} 위의 두 점 사이의 거리는 {\displaystyle \triangle x'y'z'} 위의 대응하는 하는 두 점 사이의 거리보다 같거나 짧다. 즉, 다음이 성립한다.
  - 임의의 {\displaystyle s,t\in [0,1]}에 대하여, {\displaystyle d(\gamma _{xy}(s),\gamma _{yz}(t))\leq d(\gamma _{x'y'}(s),\gamma _{y'z'}(t))}
  - 임의의 {\displaystyle s,t\in [0,1]}에 대하여, {\displaystyle d(\gamma _{yz}(s),\gamma _{zx}(t))\leq d(\gamma _{y'z'}(s),\gamma _{z'x'}(t))}
  - 임의의 {\displaystyle s,t\in [0,1]}에 대하여, {\displaystyle d(\gamma _{zx}(s),\gamma _{xy}(t))\leq d(\gamma _{z'x'}(s),\gamma _{x'y'}(t))}

측지선 거리 공간 {\displaystyle (X,d)} 속의 임의의 세 점 {\displaystyle x,y,z\in X}에 대하여 {\displaystyle \operatorname {CAT} (\kappa )} 부등식이 성립한다면, {\displaystyle (X,d)}를 {\displaystyle \operatorname {CAT} (\kappa )} 공간이라고 한다.
완비 {\displaystyle \operatorname {CAT} (0)} 공간을 아다마르 공간(영어: Hadamard space)이라고 한다.

## 성질
임의의 {\displaystyle \operatorname {CAT} (\kappa )} 공간은 {\displaystyle \operatorname {CAT} (\lambda )} 공간이다 ({\displaystyle \lambda >\kappa }). 만약 거리 공간 {\displaystyle X}가 모든 {\displaystyle \lambda >\kappa }에 대하여 {\displaystyle \operatorname {CAT} (\lambda )} 공간이라면, {\displaystyle X}는 {\displaystyle \operatorname {CAT} (\kappa )} 공간이다.

## 예
모든 (완비일 필요가 없는) 내적 공간은 {\displaystyle \operatorname {CAT} (0)} 공간이다. 임의의 노름 공간 {\displaystyle V}가 어떤 실수 {\displaystyle \kappa }에 대하여 {\displaystyle \operatorname {CAT} (\kappa )} 공간이라면, {\displaystyle V}는 내적 공간이다.
{\displaystyle n}차원 쌍곡 공간은 {\displaystyle \operatorname {CAT} (-1)} 공간이다.
반지름이 {\displaystyle r}인 {\displaystyle n}차원 초구 {\displaystyle \mathbb {S} ^{n}}은 {\displaystyle \operatorname {CAT} (1/r^{2})} 공간이다. (이 초구의 길이 거리 공간으로서의 지름은 {\displaystyle \pi r}이다.)

## 역사
CAT(κ) 공간의 개념은 알렉산드르 알렉산드로프가 도입하였다. 알렉산드로프는 이를 원래 "{\displaystyle {\mathfrak {R}}_{\kappa }} 영역"으로 명명하였다. 이후 미하일 그로모프가 1987년의 유명한 논문에서 "CAT(κ) 공간"이라는 용어를 도입하였다. 이름에서 "CAT"는 앙리 카르탕(Cartan) · 알렉산드르  알렉산드로프(Александров) · 빅토르 안드레예비치 토포고노프(Топоногов)의 머릿글자를 딴 것이다.

## 참고 문헌
- Ballmann, Werner (1995). 《Lectures on spaces of nonpositive curvature》. Oberwolfach Seminars (영어) 25. Birkhäuser. doi:10.1007/978-3-0348-9240-7. ISBN 978-3-7643-5242-4. ISSN 1661-237X. MR 1377265.
- Bridson, Martin R.; Haefliger, André (1999). 《Metric spaces of non-positive curvature》. Grundlehren der Mathematischen Wissenschaften (영어) 319. Springer. doi:10.1007/978-3-662-12494-9. ISBN 978-3-540-64324-1. MR 1744486.